# 마르쿠스 로흐덴
마르쿠스 크리스터 로흐덴(스웨덴어: Marcus Christer Rohdén, 1991년 5월 11일 ~ )은 스웨덴의 프로 축구 선수로, AEK 라르나카에서 미드필더로 활약하고 있다. 2011년 IF 엘프스보리에서 선수 생활을 시작한 그는 클럽에서 알스벤스칸과 스벤스카 쿠펜을 우승한 후 2016년 크로토네와 세리에 A로 이적했다. 2019년에는 프로시노네와 계약했다. 2015년부터 풀 국가대표로 활약한 그는 스웨덴 국가대표팀에서 19경기에 출전했으며 2018년 FIFA 월드컵에 자국을 대표했다.

## 구단 경력
로흐덴은 회스나 IF에서 경력을 시작하여 16세의 나이로 IF 엘프스보리로 이적했다. 2011년 12월, 마르쿠스는 셰브데 AIK에서 임대 생활을 마치고 돌아온 후 IF 엘프스보리와 5년 계약을 체결했다. 그는 2012년 8월 26일, IF 엘프스보리와 알스벤스칸에서 데뷔 시즌에 BK 헤켄을 상대로 알스벤스칸에서 첫 골을 넣었다.
2016년 8월 3일, 로흐덴은 세리에 A 클럽 크로토네와 계약했다.
2019년 8월 13일, 로흐덴은 프로시노네 선수로 발표되었다.
2023년 7월 26일, 그는 쉬페르리그 클럽 파티흐 카라귐뤼크와 2년 계약을 체결했다.
2024년 7월 9일, 그는 AEK 라르나카와 2년 계약을 맺고 있다.

## 국가대표팀 경력
로흐덴은 스웨덴 U-17 및 U-21 국가대표팀을 대표하여 2015년 1월 15일, 코트디부아르와의 친선 경기에서 2-0으로 승리하며 스웨덴 국가대표팀으로 합류해 정식 데뷔했다. 또한 같은 경기에서 첫 국제 골을 넣었다. 그는 2018년 FIFA 월드컵 예선 네덜란드와의 경기에서 스웨덴 국가대표로 출전하여 77분 동안 활약한 후 1-1 무승부를 기록하며 에미르 쿠요비치와 교체되었다.
2018년 5월, 그는 러시아의 2018년 FIFA 월드컵에서 스웨덴의 23인 명단에 이름을 올렸다. 그는 1994년 이후 처음으로 스웨덴이 FIFA 월드컵에서 8강에 진출하는 동안 다섯 경기 모두 벤치에 머물렀다.